# Mintscho Nejtschew

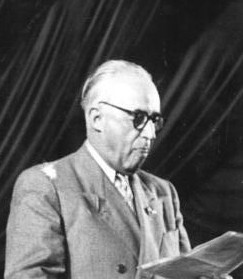
Mintscho Nejtschew 1950

Mintscho Kolew Nejtschew (bulgarisch Минчо Колев Нейчев) (* 23. Märzjul. / 4. April 1887greg. in Stara Sagora; † 11. August 1956 in Targowischte) war ein bulgarischer Jurist und Politiker. In den Regierungen Georgiew (2.) und (3.) war er 1944 bis 1946 Justizminister, in der anschließenden Regierung Dimitrow (1.) 1946/47 Minister für Volkswohlfahrt sowie in den Regierungen Tscherwenkow (2.) und (3.) und Jugow (1.) von 1950 bis zu seinem Tode Außenminister seines Landes. Von 1947 bis 1950 war er als Vorsitzender des Präsidiums der Nationalversammlung das Staatsoberhaupt Bulgariens.

## Leben
Nejtschew studierte in der Schweiz Rechtswissenschaften und Philosophie, 1908 wurde er zum Doktor promoviert. Nach der Rückkehr nach Bulgarien ließ er sich in seiner Heimatstadt als Rechtsanwalt nieder und trat in zahlreichen politischen Prozessen als Strafverteidiger auf, was ihm zu landesweiter Bekanntheit verhalf. 1941 bis 1943 war er im Lager Krǎsto Pole bei Xanthi in der damaligen bulgarischen Besatzungszone in Griechenland interniert.

## Politische Karriere
1920 wurde Nejtschew Mitglied der Bulgarischen Kommunistischen Partei (BKP), 1921 Mitglied der lokalen Parteileitung. Wegen der Beteiligung am Septemberaufstand 1923 wurde er verhaftet und blieb bis Mai 1924 in Untersuchungshaft. Den Ersatzorganisationen für die verbotene BKP blieb er offiziell fern.
Nach der Entlassung aus der Internierung beteiligte sich Nejtschew am Aufbau der Vaterländischen Front Bulgariens. Seit 1945 war Nejtschew Mitglied des Zentralkomitees der BKP, seit Dezember 1948 Kandidat, seit August 1949 Vollmitglied des Politbüros. Da Nejtschew als Gefolgsmann des bulgarischen „Kleinen Stalins“ Tscherwenkow galt, wurde er mit diesem zusammen 1954 im Zuge der Entstalinisierung aus dem Politbüro entfernt.
In dem Schauprozess gegen Trajtscho Kostow im Dezember 1949 war Nejtschew der vom Politbüro bestellte Regisseur.
Entsprechend der damaligen bulgarischen Rechtsordnung war Nejtschew während seiner Zeit als Justizminister auch zugleich Generalstaatsanwalt des Landes. Im Sommer und Herbst 1947 leitete Nejtschew außerdem die 55-köpfige Kommission, die die neue Verfassung der Volksrepublik Bulgarien ausarbeitete.

## Sonstiges
In Sofia erinnert eine Straße улица д-р Минчо Нейчев an ihn, die Abteilung für Lehrerbildung der Thrakischen Universität Stara Sagora trägt ebenfalls seinen Namen.